# Polizeiliche Kriminalstatistik (Deutschland)
Die deutsche Polizeiliche Kriminalstatistik (PKS) ist die bekannteste und am häufigsten zitierte Kriminalstatistik. Sie wird seit 1953 jährlich vom Bundeskriminalamt herausgegeben. Die PKS gibt in der Hauptsache die bei der Polizei bearbeiteten Straftaten an und gibt darüber hinaus Auskunft über Tatumstände, Tatverdächtige, Opfer und Schäden. Als sogenannte Ausgangsstatistik erfolgt die statistische Erfassung erst nach Abschluss der polizeilichen Ermittlungen vor Aktenabgabe an die Staatsanwaltschaft.

## Entstehung
Die Daten werden von den Ermittlungsbeamten der Polizei entweder durch ein Datenblatt oder durch direkte Eingabe in eine Datenmaske des Arbeitsterminals an die Rechenzentren der Landeskriminalämter gemeldet. Dort werden teilweise monatlich, insbesondere aber jährlich Tabellenauswertungen anhand von Schlüsselzahlen, die bestimmten Straftaten zugeordnet sind, vorgenommen. Die tabellarischen Daten werden an das Bundeskriminalamt weitergegeben. Die Polizeiliche Kriminalstatistik wird jährlich von den Innenministern der Länder (von Anfang Februar bis Mitte Mai) und im Mai dann vom Bundesinnenminister als bundesweite PKS vorgestellt.
Erstmals veröffentlicht wurde die PKS 1953. Während die Reichskriminalstatistik vor allem Daten über Verurteilte auswies, fußte die PKS auf rein polizeilichen Daten. 1959 wurden die Staatsschutzdelikte aus der PKS ausgegliedert. Sie wurden bis 2001 in der gesondert angelegten Polizeilichen Kriminalstatistik-Staatsschutz (PKS-S) geführt, die aber als Verschlusssache nicht veröffentlicht wird. Im Jahre 1963 wurden die Verkehrsdelikte, die einen nicht unerheblichen Teil der Kriminalität ausmachen, aus der PKS entfernt. Statistisch nicht zu den Verkehrsdelikten, und daher in der PKS zu erfassen, sind gefährliche Eingriffe in den Bahn-, Schiffs- und Luftverkehr (§ 315 StGB), gefährliche Eingriffe in den Straßenverkehr (§ 315b StGB) und das missbräuchliche Herstellen, Vertreiben oder Ausgeben von Kennzeichen (§ 22a StVG).
1971 wurde die elektronische Verarbeitung der Daten eingeführt. Die Delikte bekamen einen bundeseinheitlichen vierstelligen Schlüssel; in den Ländern konnten aber eigene, breitere Schlüssel vergeben werden. Die Daten wurden einheitlich als Ausgangsstatistik erhoben. Erfasst wurden zahlreiche Erhebungsmerkmale wie Schaden, Alter und Geschlecht von Täter und Opfer.
Seit 1984 wurde die Zählung der Tatverdächtigen umgestellt. Wurde zuvor jeder Tatverdächtige stets erneut erfasst, wenn er weitere Taten beging, wurde nunmehr die Echt-Tatverdächtigenzählweise eingeführt: Tritt ein Tatverdächtiger innerhalb eines Berichtsjahres mehrmals in der gleichen Deliktskategorie polizeilich in Erscheinung, wird er nur einmal gezählt. Der Vorteil dieser Zählweise ergibt sich daraus, dass die Gesamtzahl der Tatverdächtigen völlig überhöht erscheint, wenn Mehrfachtatverdächtige registriert werden.
Seit 1993 (Gesamtberlin seit 1991) wird auch in den damals neuen Bundesländern die Polizeiliche Kriminalstatistik valide geführt. Die Daten der Jahre 1991 und 1992 sind aufgrund der Umstellungen nicht zur Darstellung geeignet.
Die Zahl der Schlüssel stieg von 105 (1971) auf etwa 400 (2003). Allerdings ist zu beachten, dass in den Jahren von 1993 bis 1999 erhebliche Verzerrungen in den Tötungsdelikten vorliegen, da die Fälle der Zentralen Ermittlungsgruppe für Regierungs- und Vereinigungskriminalität (ZERV) – insbesondere die Todesfälle an der innerdeutschen Grenze – in die PKS einflossen.
Seit 2007/2008 melden die Bundesländer alle Einzeldatensätze an das BKA unter einem sechsstelligen Deliktsschlüssel. Der Umfang der erfassten Daten wurde erheblich ausgedehnt. So wird insbesondere die Beziehung zwischen Opfer und Tatverdächtigem feiner differenziert als zuvor.

## Aussagekraft
Die Aussagekraft der Polizeilichen Kriminalstatistik ist begrenzt. Aufgenommen wird nur die polizeilich registrierte Kriminalität (Hellfeld-Kriminalität). Daher macht die Polizeiliche Kriminalstatistik auch keine vollständige Aussage über die Veränderung der Kriminalität im Erfassungsbereich, da die Veränderung des Hellfeldes nicht gleichzeitig eine Veränderung des Dunkelfeldes, also des nicht erfassten Bereiches beinhalten muss. Steigt zum Beispiel die Zahl der registrierten Körperverletzungen, heißt dies nicht automatisch, dass auch im Dunkelfeld die Zahl der Körperverletzungen steigt. Die registrierte Kriminalität ist vielmehr von einer Vielzahl von Faktoren abhängig, beispielsweise dem Anzeigeverhalten der Bevölkerung, der polizeilichen Kontrolldichte („Lüchow-Dannenberg-Syndrom“), dem Erlassen neuer Strafgesetze, Änderungen im Strafrecht, der Definitionsmacht der Polizei (die Polizei entscheidet, ob eine Tat zum Beispiel als Körperverletzung oder gefährliche Körperverletzung in die PKS eingeht) und der Bevölkerungsentwicklung.
Phänomene wie das Nord-Süd-Gefälle der Straftaten in der PKS (in Norddeutschland sind die PKS-Werte im Allgemeinen höher als im Süden) können so durch Unterschiede in den oben beschriebenen Faktoren erklärt werden und bauen nicht darauf auf, dass Menschen im Norden Deutschlands öfter kriminelle Akte ausüben.
So ist auch die viel zitierte „Ausländerkriminalität“ ein Effekt von unbereinigten Statistiken, beziehungsweise eine Scheinkorrelation. Die in der PKS ausgewiesenen Zahlen nichtdeutscher Tatverdächtiger liegt zwar wesentlich über dem Ausländeranteil. Die meisten in Deutschland lebenden Ausländer sind männlich, jung, ärmer als der Durchschnitt und leben in größeren Städten. All diese Eigenschaften werden im Allgemeinen mit einer höheren Straftatswahrscheinlichkeit assoziiert. Des Weiteren können Ausländer Straftaten begehen, die Deutsche nicht im Stande sind zu begehen, wie zum Beispiel einen Verstoß gegen das Aufenthaltsgesetz. Außerdem werden Straftaten etwa von Touristen, hier stationierten Soldaten anderer Staaten oder anderer Ausländer, die sich nur temporär in Deutschland befinden, zwar in die PKS als „Ausländerkriminalität“ aufgenommen. Diese Personen werden aber nicht in der Bevölkerungsstatistik als Ausländer aufgeführt. Dadurch erscheint der Anteil der Straftaten von Ausländern ein wenig höher. Der Faktor „Migrationsgeschichte“, der in der öffentlichen Diskussion breiten Raum einnimmt, ist für diese Statistik nicht aufbereitet. Die PKS macht keinen Unterschied zwischen Deutschen mit und ohne Migrationshintergrund.
„Die Polizeiliche Kriminalstatistik ist kein getreues Spiegelbild der Kriminalitätswirklichkeit, sondern eine je nach Deliktsart mehr oder weniger starke Annäherung an die Realität“, fasste der Bundesvorsitzende des Bundes Deutscher Kriminalbeamter (BDK), André Schulz, im Mai 2015 die Aussagekraft der PKS zusammen. Die PKS sei „lediglich eine Strichliste, ein Arbeitsnachweis ohne inhaltliche Bewertung des zeitlichen und ermittlungstaktischen Aufwands der Ermittlungsarbeit im vergangenen Jahr. Die PKS sagt zudem nichts darüber aus, in wie vielen Fällen die Verfahren durch die Staatsanwaltschaften eingestellt werden bzw. in wie vielen Fällen es überhaupt zu einer Verurteilung kommt“.
Bei allen methodologischen Unsicherheiten, die den Zahlen zur Kriminalität innewohnen, müht sich die Kriminologie gleichwohl, dem Interesse der Bevölkerung, etwas über Ausmaß und Entwicklung strafbaren Verhaltens zu erfahren, mit geeigneten Statistiken Rechnung zu tragen. Ein optimales Verfahren, die Zahlen zu ermitteln, gibt es nicht. Seit 1953 werden jährlich die für das jeweils vergangene Jahr vom Bundeskriminalamt (BKA) zusammen getragenen Delikte in der PKS veröffentlicht. Der Soziologe Christoph Birkel befasste sich mit Fragen zu ihrer Qualität und möglichen Alternativen. Er beschrieb ihre „Messfehler“ und kam zu dem Schluss, dass es trotz allem „meist gute Gründe“ gibt, „der PKS das größere Vertrauen zu schenken“. Es gebe „keine ernsthaften Alternativen“.

## Inhalt
Grob unterteilt, enthält die PKS Informationen zu Art und Anzahl der erfassten Straftaten, Tatort und Tatzeit, Opfern und Schäden, Aufklärungsergebnisse, Alter, Geschlecht, Nationalität und andere Merkmale der Tatverdächtigen.
Bezüglich der Fälle werden die registrierten und aufgeklärten Fälle, die Versuche, die angefallenen Schäden, sowie die Benutzung einer Schusswaffe registriert.
Bei den Tatverdächtigen werden das Alter, Geschlecht, Nationalität (und ggf. der Grund des Aufenthalts in Deutschland) sowie Mehrfachbelastung, die Eigenschaft als Drogenkonsument, die Tatbegehung unter Alkoholeinfluss, sowie die Tatörtlichkeit in Beziehung zum Wohnort des Täters registriert. Die Tatverdächtigenbelastungszahl (TVBZ) gibt die Anzahl der ermittelten Tatverdächtigen, errechnet auf 100.000 Einwohner des entsprechenden Bevölkerungsanteiles an.
Bei den Opfern werden Alter und Geschlecht sowie die (Nicht-)Beziehung zum Täter registriert.
Die Schlüsselzahlen werden nach strafrechtlichen oder kriminologischen Merkmalen vergeben. Die führende 0 steht für die Straftaten gegen das Leben, die 1 für die Straftaten gegen die sexuelle Selbstbestimmung, die 2 für Rohheitsdelikte (also Delikte gegen die Freiheit der Person oder die körperliche Unversehrtheit), die 3 für die Diebstähle ohne erschwerende Umstände, die 4 für Diebstähle mit erschwerenden Umständen, die 5 für Betrugs- und Fälschungsdelikte, die 6 für sonstige Delikte des Strafgesetzbuches, die 7 für Straftaten gegen strafrechtliche Nebengesetze (wie Betäubungsmittelgesetz o. Ä.), die 8 steht für Summenschlüssel.

## Alternativen
Vor allem durch Opferbefragungen werden in der Viktimologie Informationen gesammelt, die über das in Polizeistatistiken dokumentierte Hellfeld hinaus gehen. Für Deutschland wurde ein Viktimisierungssurvey bisher in den Jahren 2012 und 2017 durchgeführt (Deutscher Viktimisierungssurvey).
Für die Crime Survey for England and Wales werden Bevölkerungsumfragen nicht nur hin und wieder, sondern seit Ende 1981 jährlich durchgeführt. Dadurch ergeben sich Zeitreihen, die aus zwei Gründen gegenüber Polizeistatistiken wesentlich zuverlässiger langfristige Trends aufzeigen:
- Es werden auch viele Delikte erfasst, die nicht oder noch nicht angezeigt wurden und somit keine polizeilich bekannten Kriminalfälle sind. Das Dunkelfeld wird somit aufgehellt.
- Unterschiede in der polizeilichen Erfassung in unterschiedlichen Zeiträumen wie beispielsweise beim Lüchow-Dannenberg-Syndrom spielen keine Rolle.[14]

In den Vereinigten Staaten wird mit dem National Crime Victimization Survey eine dem Crime Survey for England and Wales vergleichbare Untersuchung durchgeführt.
Ein Nachteil derartiger Umfragen ist, dass durch die beschränkte Anzahl an Befragten, seltene Delikte unzureichend erfasst werden können.
Über viele Jahre durchgeführten Viktimisierungsstudien trugen zur Erkenntnis bei, dass die Anzeigeraten langsam steigen, das Dunkelfeld also langsam schrumpft. Seit Mitte der 1980er Jahre wurde ein substantieller Anstieg der Anzeigeraten für alle Delikte nachgewiesen, insbesondere für Gewalt gegen Frauen, sexualisierter Gewalt und Gewaltdelikte im Allgemeinen.

## Trends
Die jährliche Ausgabe der Polizeilichen Kriminalstatistik enthält unter anderem Zeitreihen, die für den Zeitraum ab 1987 in elektronischer Form angeboten werden. Für einzelne Kriminalitätsbereiche und für Straftatengruppen werden dort pro Jahr die erfassten Fälle sowohl in absoluten Zahlen, als auch als Häufigkeitszahl angegeben. Die Häufigkeitszahlen nennen Fälle pro 100.000 Einwohner. Damit wird die Entwicklung über längere Zeiträume mit den sich dabei ändernden Bevölkerungszahlen, aber auch über Landesgrenzen hinweg vergleichbarer.
Obwohl Häufigkeitszahlen für die Gesamtbetrachtung geeigneter sind, gibt es hier einen markanten Fehler, der sich durch alle Zeitreihen zieht: Mit dem Zensus 2011 wurde die Einwohnerzahl Deutschlands um 1,5 Mio. Einwohner nach unten korrigiert. In der Kriminalstatistik wird die neue Einwohnerzahl ab 2013 berücksichtigt. Die auf Häufigkeitszahlen basierenden Diagramme springen dadurch scheinbar ab 2013 um ca. 1,8 % nach oben. Eine weitere Fehlerquelle bei Vergleichen über längere Zeiträume sind Gesetzesänderungen. Besonders auffällig war hier die Verschärfung des Sexualstrafrechts 2016.
Die angegebenen Straftatenschlüssel referenzieren die Daten in der PKS. Sie sind hierarchisch organisiert. 000000 steht beispielsweise für Straftaten gegen das Leben (mit führender Null), 010000 steht für Mord, als eine Untermenge davon.
Die Zahlen enthalten angezeigte, strafbewehrte Versuche. Der Anteil der Versucht liegt zwischen 60 % bei Straftaten gegen das Leben und 2,5 % bei den Sonstigen Straftatbestände.

### Kriminalitätsrückgang, internationaler Vergleich

Langfristige Entwicklung der Rate von Tötungsdelikten in Westeuropa

Die Polizeiliche Kriminalstatistik weist seit Anfang der 1990er Jahre einen deutlichen Rückgang aus. Der internationale Vergleich zeigt, dass die Entwicklung in Deutschland der in anderen Ländern entspricht. Vor allem in westlichen Ländern ist über lange Zeiträume relativ synchron ein Kriminalitätsrückgang besonders bei Gewaltkriminalität und Diebstahl gut dokumentiert.
Eine wegweisende Untersuchung wurde 2003 von Manuel Eisner veröffentlicht. Er verwendet die Rate von Morden als Index für die Höhe der Gewalttätigkeit einer Gesellschaft über lange Zeiträume und große räumliche Distanzen. Untersucht wurde die Entwicklung der Häufigkeit von Tötungsdelikten in mehreren europäischen Regionen seit dem späten Mittelalter. Die Zahlen sanken überall von Werten zwischen 20 und 70 pro 100.000 Einwohner und Jahr auf unter 1. Ebenfalls relativ synchron gab es in den untersuchten europäischen Ländern einen Anstieg zwischen den späten 1950er bis Anfang der 1990er Jahre. Seither sinken die Raten wieder.
Inzwischen untersucht das Büro der Vereinten Nationen für Drogen- und Verbrechensbekämpfung
die Kriminalitätsentwicklung auf allen Kontinenten. Anhand von Mord-Raten als Vergleichswert konnte in allen Regionen der Welt ein Rückgang identifiziert werden. Einzige Ausnahme sind Staaten an oder nahe der Karibik.

### Straftaten insgesamt
Die Gruppierung Straftaten insgesamt ist die Summe aller weiter unten aufgeführten Straftaten und das Diagramm rechts ist die Summe der unten aufgeführten Diagramme.
Bei der langfristigen Betrachtung zeigt sich, dass es einen rasanten Anstieg nach dem Fall des Eisernen Vorhangs gab, der zu einem Höhepunkt im Jahr 1993 mit 8.337 Anzeigen pro 100.000 Einwohner führte. Seither sanken die Häufigkeitszahlen um 27 % auf 6.070 im Jahr 2021. Nach zusätzlichem Abzug des oben beschriebenen Zensus-Effekts von 1,8 %, ist der Rückgang noch größer.
Die Steigerung in den Jahren 2015 und 2016 ergibt sich zu einem Großteil aus Straftaten gegen das Aufenthalts-, das Asyl- und das Freizügigkeitsgesetz/EU (im Jahr 2016 aus 593 Fälle pro 100.000) und sollte nicht über einen relativ gleichmäßig fallenden Trend seit 1993 hinwegtäuschen. Seit 2005 wird in der Kriminalstatistik zusätzlich angegeben, wie es aussieht, wenn diese Asyl-Thematik weggelassen wird (im Diagramm in Schwarz dargestellt). Die Zunahme 2011–2015 erscheint damit wesentlich weniger ausgeprägt. Der oben beschriebene Kriminalitätsrückgang seit Anfang der 1990er Jahre ist deutlich zu sehen.
Ein Vorteil der Darstellung mit Häufigkeitszahlen zeigt sich beispielsweise für die Gesamtzahl der Straftaten im Sinken der Kurve von 2015 auf 2016 um 0,5 % von 7.796,6 auf 7.754,8. Tatsächlich ist die absolute Anzahl der Straftaten von 2015 auf 2016 um 0,7 % von 6.330.649 auf 6.372.526 Fälle angestiegen. Im gleichen Zeitraum hat allerdings die Bevölkerung zugenommen, vor allem durch Migrationsgewinn. Dabei wurden – auf Personen bezogen – weniger Straftaten begangen. Nach Abzug des generellen Rückgangs könnte daraus auch geschlossen werden, dass die Hinzugezogenen weniger Straftaten begingen.
Zuletzt gab es zwei Auffälligkeiten im zeitlichen Verlauf der Häufigkeit. In den Jahren 2020 und 2021 fiel die Häufigkeit überdurchschnittlich. 2022 und 2023 stieg sie wieder an und erreichte 2023 wieder den Wert des Jahres 2017. Der überdurchschnittliche Rückgang wird mit einem Mangel an Gelegenheiten in der Zeit der Coronabedingten Einschränkungen erklärt, der Anstieg danach mit Veränderungen der wirtschaftlichen Rahmenbedingungen, wie die Inflation, sowie das Migrationsgeschehen. Wirtschaftliche Belastung gilt als gut belegter Risikofaktor für Kriminalität. Risikofaktoren bei Zuwanderern seien beispielsweise psychische Belastung oder eine unsichere Lebenssituation.
Die weiter unten dargestellten Kriminalitätsbereiche ergeben in der Summe die Gruppierung Straftaten gesamt. Im Tortendiagramm ist die Aufteilung der Häufigkeitszahlen für das Jahr 2019 dargestellt.

### Straftaten gegen das Leben
Die Häufigkeit von Straftaten gegen das Leben schwankt seit einigen Jahren zwischen 3,6 und 4. 1993 lag sie noch bei 6,3. Sie fielen mit 41 % fast doppelt so schnell wie die der Straftaten insgesamt. 2023 war die Häufigkeitszahl 3,7 bei 3.083 Fällen. In der Kriminalstatistik ist sie in folgende Bereiche gegliedert:
- 22,8 %, 704 Fälle: Mord § 211 StGB. Straftatenschlüssel: 010000
  - 0,65 %, 20 Fälle: Mord im Zusammenhang mit Raubdelikten. Straftatenschlüssel: 011000
  - 0,16 %, 5 Fälle: Mord im Zusammenhang mit Sexualdelikten. Straftatenschlüssel: 012000
- 51 %, 1.578 Fälle: Totschlag und Tötung auf Verlangen §§ 212, 213, 216 StGB. Straftatenschlüssel: 020000
- 22,8 %, 703 Fälle: Fahrlässige Tötung § 222 StGB – nicht i. V. m. Verkehrsunfall -. Straftatenschlüssel: 030000
- 3,18 %, 98 Fälle: Abbruch der Schwangerschaft §§ 218, 218b, 218c, 219a, 219b StGB. Straftatenschlüssel: 040000

### Straftaten gegen die sexuelle Selbstbestimmung
Im Sexualstrafrecht gab es besonders häufig Gesetzesänderungen. Auch deshalb sind hier Trends weniger aussagekräftig als in anderen Kriminalitätsbereichen. Die auffällige Steigerung ab 2016 ergab sich so beispielsweise aus der Verschärfung des Sexualstrafrechts 2016 sowie gesellschaftlichem Wandel und Bewusstsein.

### Rohheitsdelikte und Straftaten gegen die persönliche Freiheit
Der Bereich Rohheitsdelikte und Straftaten gegen die persönliche Freiheit stieg – entgegen dem allgemein fallenden Trend – steil an. 1987–2007 verdoppelten sich die Zahlen und stagnierten danach bis 2021. Auf 2023 stiegen sie um 15 %. Ein Grund für das scheinbare Ausbleiben eines Rückgangs ab 2007 ist die gestiegene Anzeigebereitschaft vor allem im Bereich leichter Körperverletzungen.
Der Bereich wird in drei Gruppen mit den angegebenen Anteilen aufgeteilt:
- 5 %: Raub, räuberische Erpressung und räuberischer Angriff auf Kraftfahrer §§ 249-252, 255, 316a StGB. Straftatenschlüssel: 210000
- 65 %: Körperverletzung §§ 223-227, 229, 231 StGB. Straftatenschlüssel: 220000
- 30 %: Straftaten gegen die persönliche Freiheit §§ 232-233a, 234, 235, 236, 237, 238-239b, 240, 241, 316c StGB. Straftatenschlüssel: 230000

### Diebstahl ohne erschwerende Umstände §§ 242. 247. 248a-c StGB
Beim sogenannten Einfachen Diebstahl handelt es sich in der Mehrzahl der Fälle um Ladendiebstahl beziehungsweise um Diebstahl in/aus Kiosken, Warenhäusern, Verkaufsräumen, Selbstbedienungsläden, Schaufenstern und Fahrzeugen. Zuletzt sank die Zahl der Fälle auf unter eine Million pro Jahr. Seit dem Höhepunkt 1993 bis 2021 halbierte sich die Häufigkeit. Auf 2023 stieg sie wieder an und erreichte ein Niveau zwischen dem von 2017 und 2018.
Siehe auch:
- Diebstahl (Deutschland)
- 248a StGB, Geringwertige Sache

### Diebstahl unter erschwerenden Umständen §§ 243-244a StGB
Beim Diebstahl unter erschwerenden Umständen handelt es sich um Diebstahl, bei dem strafverschärfende Tatbestandsmerkmale hinzukommen. Jährlich gibt es inzwischen weniger als 800.000 Fälle. In den letzten drei Jahrzehnten sank die Häufigkeit auf unter ein Drittel. Die häufigsten Bereiche sind:
- 28 %: Schwerer Diebstahl von Fahrrädern. Straftatenschlüssel: 4**300
- 14,9 %: Schwerer Diebstahl an/aus Kraftfahrzeugen. Straftatenschlüssel: 450*00
- 11,3 %: Schwerer Diebstahl in/aus Boden-, Kellerräumen und Waschküchen. Straftatenschlüssel: 440*00
- 9,7 %: Wohnungseinbruchdiebstahl. Straftatenschlüssel: 435*00

### Vermögens- und Fälschungsdelikte
Vermögens- und Fälschungsdelikte verdoppelten sich von Ende der 1980er Jahre bis 2005. Nach einer Dekade der Stagnation auf hohem Niveau ist die Häufigkeit seit 2014 um 20 % gesunken.
Die Delikte werden in sechs Bereiche mit den angegebenen Anteilen aufgeteilt:
- 76,17 %: Betrug §§ 263, 263a, 264, 264a, 265, 265a-e StGB. Straftatenschlüssel: 510000
- 1,35 %: Veruntreuungen §§ 266, 266a, 266b StGB. Straftatenschlüssel: 520000
- 12,63 %: Unterschlagung §§ 246, 247, 248a StGB. Straftatenschlüssel: 530000
- 8,75 %: Urkundenfälschung §§ 267-271, 273-279, 281 StGB. Straftatenschlüssel: 540000
- 0,81 %: Geld- und Wertzeichenfälschung, Fälschung von Zahlungskarten mit oder ohne Garantiefunktion, Schecks und Wechseln §§ 146-149, 151, 152, 152a, 152b StGB. Straftatenschlüssel: 550000
- 0,29 %: Insolvenzstraftaten §§ 283, 283a-d StGB. Straftatenschlüssel: 560000

### Sonstige Straftatbestände (StGB)
Unter Sonstigen Straftatbestände sind viele unterschiedliche Delikte zusammengefasst. Mehr als die Hälfte der Anzeigen dieses Bereichs beziehen sich jedoch auf Sachbeschädigungen. Von 1987 bis zum Höhepunkt 2008 stiegen die Fallzahlen um 41 %. Seither gingen sie wieder um 13 % zurück.
Der Bereich wird in sieben Unterbereiche aufgeteilt, die zuletzt folgende Anteile hatten:
- 1,11 %: Erpressung § 253 StGB. Straftatenschlüssel: 610000
- 15,22 %: Widerstand gegen und tätlicher Angriff auf die Staatsgewalt und Straftaten gegen die öffentliche Ordnung §§ 111, 113-115, 120, 121, 123-127, 129, 130-134, 136, 138, 140, 145, 145a, 145c, 145d StGB. Straftatenschlüssel: 620000
- 4,01 %: Begünstigung, Strafvereitelung (ohne Strafvereitelung im Amt), Hehlerei und Geldwäsche §§ 257, 258, 259-261 StGB. Straftatenschlüssel: 630000
- 1,71 %: Brandstiftung und Herbeiführen einer Brandgefahr §§ 306-306d, 306f StGB. Straftatenschlüssel: 640000
- 0,46 %: Wettbewerbs-, Korruptions- und Amtsdelikte §§ 258a, 298-300, 331-353d, 355, 357 StGB. Straftatenschlüssel: 650000
- 0,95 %: Strafbarer Eigennutz §§ 284, 285, 287-293, 297 StGB. Straftatenschlüssel: 660000
- 76,56 %: Alle sonstigen Straftaten gemäß StGB – ohne Verkehrsdelikte – (hauptsächlich Sachbeschädigung). Straftatenschlüssel: 670000

### Strafrechtliche Nebengesetze
Dieser Bereich umfasst Straftaten, die in keinen der oben aufgeführten Bereiche passen, und inhaltlich auch in keiner Beziehung zueinander stehen. Die auffällige Steigerung in den Jahren 2015 und 2016 ergibt sich aus Straftaten gegen das Aufenthalts-, das Asyl- und das Freizügigkeitsgesetz/EU mit dem Straftatenschlüssel 725000 (im Jahr 2016 aus 593 von 1.069 pro 100.000 Einwohner). Der Umwelt- und Verbraucherschutzsektor (Straftatenschlüssel 740000) kam 1988 hinzu.
Der Bereich wird in vier Unterbereiche aufgeteilt, die zuletzt folgende Anteile hatten:
- 3,3 %: Straftaten gegen strafrechtliche Nebengesetze auf dem Wirtschaftssektor. Straftatenschlüssel: 710000
- 48,8 %: Straftaten gegen sonstige strafrechtliche Nebengesetze -ohne Verkehrsdelikte-. Hauptsächlich Straftaten gegen das Aufenthalts-, das Asyl- und das Freizügigkeitsgesetz/EU. Straftatenschlüssel: 720000
- 46,6 %: Rauschgiftdelikte (soweit nicht bereits mit anderer Schlüsselzahl erfasst). Straftatenschlüssel: 730000
- 1,3 %: Straftaten gegen strafrechtliche Nebengesetze auf dem Umwelt- und Verbraucherschutzsektor. Straftatenschlüssel: 740000

## Kritik
An der Aussagekraft der Polizeilichen Kriminalstatistik wird gezweifelt. So wurden im Jahr 2023 5.344 „Straftaten“ von Kindern im Alter von 0 bis 6 Jahren berücksichtigt, deren strafbares „Fehlverhalten“ nur darin besteht, von ihren Eltern über die Grenze gebracht zu werden, woraus sodann die Forderung einer Absenkung des Strafmündigkeitsalters abgeleitet wird. Der Kriminologe Henning Ernst Müller kritisiert an diesem Beispiel eine systematische „tausendfache Verfolgung Unschuldiger (§ 344 StGB) zur Manipulation der Polizeilichen Kriminalstatistik“. Die Erfassung dieser (angeblichen) Taten in der Fallstatistik sowie der Kleinkinder und Babys als Tatverdächtige in der Polizeilichen Kriminalstatistik sei daher nicht nur schlicht falsch und täusche die Öffentlichkeit, sondern stelle wegen der Folgen in den Debatten um „Zuwandererkriminalität“ und „Kinderkriminalität“ einen politischen Skandal dar.